# ロゲルギスト
ロゲルギスト (Logergist) は、1950年頃にはじまり数十年続いた日本の物理学者の同人会である。雑誌の連載企画から、単行本『物理の散歩道』シリーズとなったことで広く知られているエッセイ集は、当同人が毎月集まって身近な物理現象から宇宙や生命現象、さらには社会現象にまで及ぶ広範な話題を取り上げて自由闊達な議論を交わした結果を踏まえて順次交代で執筆・寄稿したものである。

## 概説
メンバーの一人である高橋秀俊によれば、ノーバート・ウィーナーの『サイバネティックス』（原書1948年）に感動した幾人かの集まりにより、サイバネティックスの研究会を始めよう、という相談がまとまったのが始まりである。当初は「測定」といったようなことをテーマとし「二年ぐらいはわりに頻繁に集まっていた」。その後『都合のつきやすい夜に集まって、食事をしながら話をするという、第二期の会を作った』という。
当初からのメンバーは
- 近角聡信 (C)
- 磯部孝 (I)
- 近藤正夫 (K)
- 木下是雄 (K2)
- 高橋秀俊 (T)

の5名で、間もなく
- 大川章哉 (O)
- 今井功 (I2)

が加わって7名となった（カッコ内はエッセーの筆者名「ロゲルギストX」の X として使用した署名）。1959年2月に雑誌『自然』（中央公論社）に掲載されたことを正式なデビューとしている。それから24年間にわたって連載されたエッセイは順次まとめて出版され、岩波書店からの『物理の散歩道』シリーズ計5冊および中央公論社からの『新 物理の散歩道』シリーズ計5冊となった。
はじめは「サイバネの会」などと呼んでいたが、そのうち『われわれの扱う範囲はそれよりもっと広いのだというようなことからだったと思うが』新しい語を作ろうと議論し、ロゴス（λόγος）とエルゴン（ἔργον）とを繋いで作った言葉「ロゲルギーク (Logergik)」という新語に決まった。発案は高橋で、サイバネティックスにエネルギーの観点を加えた「情報とエネルギー」に関する理論体系をつくろうという当初の目標をあらわしたものという。雑誌『自然』に寄稿するようになった際に、ここから派生して「ロゲルギスト」という名ができた。

## 書籍
- 物理の散歩道（岩波書店）：1963年から1972年にかけて出版
  - 物理の散歩道（1963年8月）
  - 続 物理の散歩道（1964年6月）
  - 第三 物理の散歩道（1966年9月）
  - 第四 物理の散歩道（1969年3月）
  - 第五 物理の散歩道（1972年5月）

- 物理の散歩道（岩波書店）：2009年9月から新装版が出版
  - 新装版 物理の散歩道（2009年9月, ISBN 978-4-00-005960-2）
  - 新装版 続 物理の散歩道（2009年9月, ISBN 978-4-00-005961-9）
  - 新装版 第三 物理の散歩道（2010年1月, ISBN 978-4-00-005962-6）
  - 新装版 第四 物理の散歩道（2010年1月, ISBN 978-4-00-005963-3）
  - 新装版 第五 物理の散歩道（2010年2月, ISBN 978-4-00-005964-0）
- 新 物理の散歩道（中央公論社、筑摩書房）：2009年5月からちくま学芸文庫の〈Math&Scienceシリーズ〉で復刊
  - 新 物理の散歩道 第1集（2009年5月, ISBN 978-4-480-09231-1）解説江沢洋
  - 新 物理の散歩道 第2集（2009年6月, ISBN 978-4-480-09232-8）解説呉智英
  - 新 物理の散歩道 第3集（2009年11月, ISBN 978-4-480-09233-5）解説米沢富美子
  - 新 物理の散歩道 第4集（2009年12月, ISBN 978-4-480-09234-2）解説下村裕
  - 新 物理の散歩道 第5集（2010年1月, ISBN 978-4-480-09235-9）解説鈴木増雄
- 精選 物理の散歩道（岩波書店）（2023年11月, ISBN 978-4003395615）松浦壮編